# Javier Toledo
Javier Fabián Toledo (Marcos Juárez, 24 aprile 1986) è un calciatore argentino, attaccante del Temperley.

## Caratteristiche tecniche
È una prima punta.

## Palmarès
- Campionato argentino di seconda divisione: 1

Rosario Central: 2012-2013